# Marc van Roosmalen
Marcus Gerardus Maria (Marc) van Roosmalen (Tilburgo, Países Bajos, 23 de junio de 1947) es un primatólogo neerlandés, que desde 1996 ha adquirido también la nacionalidad brasileña.
Sus investigaciones dieron como resultado la identificación de varias nuevas especies de monos, así como otros animales y plantas. Es también un activista comprometido con la conservación de la selva tropical, siendo un abierto denunciante de la corrupción que contamina tanto a las corporaciones como a los funcionarios gubernamentales, los que según él posibilitan que continúe perpetrándose una intensa tala ilegal de maderas valiosas y una deforestación total de enormes regiones en la Amazonía para convertirlas en terrenos de cultivo.

## Biografía
Nació y creció en Tilburgo, una ciudad en la parte sur de los Países Bajos. Su padre era químico de profesión. Por motivos de estudio, a los 17 años Marc se trasladado a la ciudad de Utrecht; allí conoció y se casó con su primera esposa, con quien tendría dos hijos. Alrededor de 2003, su hijo menor se enteró de la relación que mantenía su padre con una brasileña, llamada Antonia Vivian Silva García, lo cual informó a su madre, lo que llevó a la separación del matrimonio, y a vivir con Vivian. Luego de divorciarse de su primera mujer, a principios de 2008 se casó con Vivian.
Su hijo Tomas, graduado en genética en Columbia, lo ayuda en muchas de sus investigaciones.
Vive desde hace más de tres décadas en la región de selva tropical de Sudamérica, primero en Surinam, y desde 1986 en el Amazonas. Vive en Manaus, en la región amazónica del Brasil.

## Labor científica
Estudió biología en la Universidad de Ámsterdam; su especialidad es la Primatología. En el año 1976 realizó su doctorado iniciándolo con un trabajo de campo sobre el estudio del mono araña de cara roja junto con la dieta y ecología de 8 especies de monos simpátricos en las remotas selvas tropicales vírgenes del centro de Surinam. Luego de 4 años en Surinam, se trasladó a la Guayana Francesa, donde estudió otros dos años a los primates de la región y sus interrelaciones con las plantas frutales de la selva. Es que para poder realizar adecuadamente su trabajo de primatólogo debía también ser un botánico para poder identificar lo que los monos estaban comiendo; de esa manera logró adquirir un conocimiento cabal de cómo funciona la selva en su conjunto. En 1985, sus estudios fueron publicados en un libro sobre la flora frutal de la Guayana. Esta obra llegó a manos del director del Instituto Nacional de Pesquisas da Amazonia (INPA), quien en 1986 contrató a marck para que replique el estudio en el Amazonas brasileño. En 1997 adquirió también la ciudadanía brasileña. Desde allí comenzó a estudiar la biodiversidad amazónica que permanecía aún sin describir.
Él adscribe a la tesis de Alfred Russel Wallace, quien desarrolló sus ideas evolutivas en observaciones hechas durante su larga estancia en el Alto río Amazonas; en su tratado sobre los monos del Amazonas del año 1854 esgrimió la hipótesis de "ríos como barreras", en el aspecto de que los grandes cursos fluviales de la cuenca del Amazonas constituían barreras naturales que al mismo tiempo que separan, crean regiones evolutivas con biodiversidades genéticamente distintas.
De este modo, el concepto de isla biogeografía puede ser perfectamente aplicado a los interfluvios de los principales ríos de la Amazonía, los que forman un enorme archipiélago de agua dulce, en los que estos enormes cursos fluviales actúan como limitantes al flujo genético, y por intermedio del aislamiento genético, se provoca la especiación, lo que explica que la región posea la más alta biodiversidad en la Tierra. Gracias a esta teoría Van Roosmalen pudo comprender la evolución y la filogeografía de los seres vivos amazónicos.
En el fondo de su casa en Manaus creó un centro de rehabilitación de fauna, por el que pasaban animales decomisados por las autoridades, confiscados a los traficantes ilegales o víctimas de la caza y la desforestación. En el año 1996, en su puerta una persona le mostró un pequeño mono vivo en una lata de leche en polvo; inmediatamente se dio cuenta de que era algo totalmente nuevo. Para encontrar la “tierra típica” de ese primate, pasó meses viajando por los ríos de los alrededores de Manaus, deteniéndose en cada aldea para mostrar a los habitantes locales fotos del simio buscando quien lo podía conocer. Finalmente, en un pequeño pueblo cerca de la desembocadura del río Arauazinho, dio con el lugar de donde provenía el pequeño animal, el cual resultó ser no solo una especie nueva sino también un nuevo género de primate, el primero en ser descubierto en casi un siglo: el tití enano de Roosmalen (Callibella humilis); además es el segundo mono más pequeño del mundo.
Van Roosmalen inspeccionó la zona y comenzó a encontrar otros mamíferos no descubiertos, por lo que él fue noticia en todo el mundo.
Luego de más de 30 años explorando el Amazonas, se ha convertido en uno de los mayores expertos del mundo en la ecología de la región amazónica, especialmente en taxonomía de primates, los roles que desempeñan las distintas especies de animales en la dispersión de las semillas de las plantas de la selva y la manera en que se desarrolló esta coevolución. En cuanto a los primates, ha descrito 6 nuevas especies y un nuevo género, teniendo aún 15 nuevas especies de simios por describir.
Presenta una actitud atípica en lo que respecta a la investigación científica ya que es mayormente reacio a sacrificar series de ejemplares para sus investigaciones y descripciones, lo que choca con el concepto general de tipo nomenclatural, por lo que varias de sus nuevas especies han sido durante un tiempo, desestimadas, consideradas estar basadas en ejemplares juveniles, puestas en duda o que requerían confirmación. Como respuesta, recolecta especímenes cazados por los aborígenes, tanto los monitos huérfanos (obteniéndolos a cambio de pollo que transporta congelado) como pidiéndoles restos de los animales que ellos cazan. De largas encuestas y conversaciones con los indígenas amazónicos y con los caboclos (los lugareños, residentes en la zona) obtiene valiosa información sobre la existencia de nuevas especies de animales selváticos y sus hábitos de vida.
Siendo estos hábiles cazadores, durante generaciones van acumulando conocimientos sobre todas las especies de la megafauna local, sus patrones de comportamiento y los distintos caracteres externos que los diferencian de otras especies similares.
Otros de sus mamíferos por el descritos es el manatí enano (Trichechus pygmaeus). Además, ha descubierto en la selva 5 nuevas especies de aves (clasificadas luego por colegas ornitólogos) y alrededor de 50 especies de plantas.
Sus mayores estudios los ha efectuado en las selvas de los ríos Aripuana y Arauazinho, dos afluentes del río Madeira, el cual es a su vez uno de los principales afluentes del río Amazonas. Es una región poco estudiada ya que es muy difícil hacerlo, por lo que ha permanecido virgen. Durante la época de lluvias el nivel del agua de los ríos sube 12 metros y es entonces cuando la selva permanece por meses completamente inundada. Especialmente la cuenca del río Aripuanã constituye un hotspot de biodiversidad, un ecosistema entero (del tamaño de Francia) totalmente nuevo dentro de la Amazonia, con un electo florifaunístico nunca antes inventariado en detalle e intensidad por naturalistas, coleccionistas de animales, botánicos u ornitólogos.

## Honores y condecoraciones
Gracias a sus investigaciones y su lucha, en el año 2000 fue elegido como uno de los “Héroes del Planeta” (en inglés: “Heroes of the Planet”) por la revista Time.
En 2001, fue galardonado por el Príncipe Bernardo de Lippe-Biesterfeld con la Orden del Arca de Oro (en neerlandés: 'Orde van de Gouden Ark'), máximo galardón científico de su país.
Los biólogos Robert Voss y Maria da Silva han nombrado en su honor a un coendú con el nombre de Sphiggurus roosmalenorum.

## Conservacionismo y controversias
Con el correr de los años Marc van Roosmalen se fue transformando de científico a conservacionista. En 1999, fundó la ONG Amazon Association for the Preservation of High Biodiversity Areas (AAPA). Mediante esta entidad logró recaudar fondos económicos tanto para continuar con sus investigaciones como para comprar y proteger hábitats, uniendo de ese modo descubrimientos científicos de nuevas especies con la protección del medio ambiente en que habitan.
El Príncipe Bernardo de Lippe-Biesterfeld, cofundador y expresidente de la WWF, le donó 100,000 dólares para que adquiriese grandes extensiones de selva tropical con el objeto de que sean destinadas a la conservación de su biodiversidad. Gracias a ese gesto y al de otros donantes, la organización logró adquirir una parcela de 7487 hectáreas de selva virgen cerca del río Arauazinho y otra de 19829 ha más al norte; ambas áreas, gracias a una ley brasileña, pudieron ser declaradas reservas naturales.
Si bien sus fines eran bienintencionados, el hecho de ser financiado desde el exterior y planificar áreas de conservación fuera de la órbita de las entidades de protección gubernamentales brasileñas le comenzó a crear conflictos con las autoridades locales, agravados por un período en que el gobierno del país estaba particularmente sensible al peligro de la biopiratería.
En 1996, se convirtió en un consultor para una compañía de producción británica llamada Survival Anglia, fundada por el documentalista Nicholas Gordon. Esta empresa quería rodar tres películas sobre la fauna amazónica, por lo cual le entregó dinero a Van Roosmalen para que compre un terreno para hacer allí un centro de rehabilitación de fauna. Terminada la filmación, tres años después, Gordon y Van Roosmalen discutieron por un problema de índole económica, lo que llevó a que Gordon se queje ante la agencia ambiental Instituto Brasileño del Medio Ambiente y Recursos Naturales Renovables (IBAMA), el cual abrió una investigación oficial.
Russell Alan Mittermeier, presidente de la ONG Conservación Internacional (CI), dijo a los reporteros el 1 de julio de 2002: “Tenemos algunos monos en jaulas que sabemos que son nuevas especies, no los hemos descrito todavía”. Esto alteró al gobierno. Marc van Roosmalen, en un viaje científico a lo largo del río Araçá en la sierra do Aracá (450 km al norte de Manaus), había logrado adquirir de los indios locales -y a cambio de pollos congelados- cuatro monos huérfanos, los que representaban dos nuevos taxones no descritos, además de algunas orquídeas. Funcionarios y agentes federales -sin una orden del juez local- lo esperaron en Barcelos, y al atracar su barco de investigación le incautaron los ejemplares y lo arrestaron, acusándolo de ser "el mayor biopirata de la Amazonia". Se lo acusó también de haber vendido el nombre científico de un nuevo mono titi -endémico de Brasil y por tanto, parte del patrimonio biológico y genético de la nación- al príncipe Bernhard, a cambio de grandes cantidades de dinero. Esto en razón de que en su revisión del año 2002 le había rendido honor al Príncipe Bernhard (el cual donaba dinero para comprar tierras y crear en ellas reservas naturales) con el nombre de Callicebus bernhardi. El Ibama lo multó con $ 3000 por biopiratería. Esta noticia llegó a la prensa nacional y su reputación se desplomó.
Poco después, una integrante del parlamento brasileño (llamada Vanessa Grazziotin) se interesó por el caso de la supuesta biopiratería y lo llamó a declarar ante el Parlamento. El informe parlamentario final, emitido a principios de 2003, llegó a la conclusión de que Van Roosmalen había enviado material genético fuera del país (heces de mono para el análisis de ADN a su hijo Tomas en Columbia) un delito federal. El gobierno del estado de Amazonas por su cuenta también presentó cargos por delito ambiental.
El 19 de febrero de 2003, funcionarios de Ibama (ya portando la necesaria orden del juez ambiental local) entraron en su propiedad y, citando la falta de permisos, capturaron los 23 monos que tenía viviendo allí y se los llevaron al cuartel general de la entidad en pequeñas jaulas de transporte, en las cuales permanecieron más de tres meses. Los supervivientes fueron trasladados a los jardines de la sede del INPA. Todos los animales murieron en los siguientes meses y sus cuerpos fueron incinerados. Cuatro de ellos, eran monos araña que representaban taxones aún no descritos, por lo que se los destruyó como ejemplares holotipo, el material necesario para describirlos.
Su otro hijo, Vasco, lo derrocó de la presidencia de la AAPA y la organización le vendió su barco de investigación y su vehículo 4x4. El estado jurídico de los terrenos que había comprado entró en un limbo legal.
En abril de 2003, fue despedido de su posición de científico senior del Instituto Nacional de Investigaciones de la Amazonía (INPA) bajo la acusación de haber enviado al exterior ilegalmente materiales biológicos del país, y haber ignorado normas administrativas, como viajar al extranjero para aceptar premios sin obtener primero el permiso del instituto.
En 2006, Van Roosmalen fue exonerado de los cargos presentados por el estado contra él, pero finalmente un juez federal lo condenó, ordenando su arresto.
El 15 de junio de 2007, fue arrestado por el gobierno brasileño bajo los cargos de mantener una estación de cría privada de simios no autorizada, al encontrarle 23 monos huérfanos en jaulas en su residencia en Manaus (los que en realidad mantenía para estudiar especies amenazadas o nuevas, para rehabilitar animales confiscados del comercio ilegal y aves que había depositado allí en cuarentana la propia IBAMA) y por el supuesto desvío de recursos públicos. Los monos fueron confiscados.
Fue condenado a pagar una multa de 155.000 reales y a permanecer 14 años y 3 meses en prisión, siendo recluido en el tristemente célebre centro penitenciario Raimundo Vidal Pessoa, de Manaus, en una celda junto a convictos asesinos. Los medios de comunicación brasileños difundieron en todo el país las acusaciones sobre él de comerciante de animales y biopirata.
Ha postulado que ese castigo fue un escarmiento por parte de madereros ilegales y productores de soja, en connivencia con el gobierno de Brasil, a causa del activismo ambiental que efectuaba, el cual les perturbaba el desmonte de la selva que ellos perpetraban. Luego de 57 días de permanecer en la cárcel, en agosto de 2007 fue puesto en libertad gracias a un habeas corpus. Después de una batalla legal, en 2009 fue absuelto de todos los cargos gracias a que sus abogados (financiados por una ONG holandesa) lograron introducir un recurso ante el Tribunal Federal Superior en Brasilia. Sin embargo, al perder la condición de científico oficial del INPA, solo puede trabajar en su actividad de manera limitada. Como al salir de la cárcel sufrió dos intentos de asesinato para intentar callarlo, pasó a la clandestinidad durante 5 meses.
Se lo encontró culpable de "apropiarse del patrimonio científico y genético" del Brasil, de biopiratería, de la utilización de nuevas especies para "fines comerciales" y de haber construido jaulas de monos utilizando andamios de aluminio importados libres de impuestos para ser empleados en producciones fílmicas.
Curiosamente, el delito más grave, que produjo la mayor parte de su condena, era por una rebuscada malversación de fondos. Es que en el año 1996, Survival Anglia había enviado 5 toneladas de andamios que servirían para poder realizar el rodaje en el dosel de la selva desde torres; a estos materiales se les había eximido el pago de derecho de aduana con la condición de que, finalizado el trabajo, la empresa los donase al INPA, pero el andamiaje desapareció, y la culpa le fue adjudicada a Van Roosmalen.
Según él, las industrias de la madera, del oro, de la ganadería y la asociación de productores de soja influencian al Ministerio de Economía para neutralizar su trabajo. Los agricultores industriales desde el Mato Grosso avanzan sobre las áreas de sabana de la región del río Aripuana, las que son especialmente aptas para el cultivo de la soja. El río Juma se ve afectado por una fiebre del oro, la que hace que los mineros destruyan la selva y enturbien y contaminen las aguas. Denuncia que, bajo el atractivo lema ecologista de "desarrollo sostenible", se practica agricultura de soja, cultivo de palma de aceite y de caña de azúcar (para fabricar biodiésel) gracias a la acelerada destrucción de la selva amazónica.
La licencia federal para colectar puede solicitarse en Brasilia, pero nunca él la logra conseguir, por lo que sin los permisos adecuados, se expone a ser encarcelado bajo la acusación de "biopiratería" si es encontrado recogiendo, transportando o manteniendo vivos cualquier espécimen o muestra biológica que pudiese servir de material holotipo o para efectuar análisis de ADN con el fin de determinar su posición filogenética y taxonómica de cada hallazgo novedoso. De esta manera, es casi imposible llevar a cabo estudios de biodiversidad, los que son imprescindibles para emprender una adecuada política de conservación de la selva tropical.

### La polémica sobre el pecarí gigante
En el año 2000, Marc van Roosmalen descubrió un pecarí de similar aspecto que el simpátrico de collar, pero de mayor tamaño, patas más largas, cabeza proporcionalmente más pequeña, cuello relativamente más débil, casi sin marcas de collar claro y con costumbres menos grupales, siendo más frecuente que viva en parejas o pequeños grupos. En 2003, él y el documentalista alemán Lothar Frenz tuvieron éxito en la filmación de un grupo de este animal. Finalmente, en 2007 es descrito para la ciencia formalmente como una nueva especie de pecarí, al que denomina pecarí gigante (Pecari maximus).
En el año 2011, un equipo de científicos liderado por Jaime Góngora analizó toda la evidencia morfológica y ecológica utilizada para la descripción de la especie. Además, realizó pruebas moleculares usando secuencias de ADN —principalmente de Pecari tajacu— (91 ya publicadas y 50 nuevas) y las compararon con el ADN del único espécimen de P. maximus. El resultado fue que los datos morfológicos y ecológicos utilizados para definir a P. maximus parecen ser deficientes y poco concluyentes, y los análisis filogenéticos mostraron que la única muestra de la supuesta nueva especie quedó agrupada dentro del linaje de P. tajacu sudamericano, y estrechamente relacionado con especímenes brasileños de esa especie.
Por esta razón, la Unión Internacional para la Conservación de la Naturaleza (UICN), que primero había listado a P. maximus entre las especies con datos insuficientes, pasó finalmente a eliminarla de la lista.

### La polémica sobre el manatí enano
Marc van Roosmalen descubrió una población de no más de un centenar de manatíes de muy pequeño tamaño, confinados en la cuenca del río Arauazinho, el único de agua clara en que viven. Luego de colectar un cráneo y una mandíbula, asignándoles el carácter de piezas holotípicas, intentó publicar en la revista científica “Nature” la descripción de una nueva especie. Fue rechazada por los editores por recomendación de Daryl Domning, árbitro designado para juzgar ese artículo, al considerarlos especímenes inmaduros del manatí amazónico (Trichechus inunguis) sobre la base de resultados de análisis comparativos de sus ADN, los que no lograron mostrar suficiente diferencia entre ambos para que sean consideradas como 2 especies plenas.
Posteriormente, van Roosmalen continuó estudiando a este atípico manatí, descubriendo que todos sus ejemplares adultos poseen una longitud de alrededor de 1,3 m. Incluso realizó un experimento, manteniendo vivo a un macho adulto cautivo en un recodo del río Arauazinho, alimentándolo con abundante comida. Luego de 4 meses (hasta que logró escapar de los corrales que le habían construido) todavía continuaba midiendo 1,3 metros y pesando sólo 60 kg. Si se hubiese tratado de un ejemplar del típico manatí amazónico, con esa misma longitud y peso, todavía estaría siendo amamantado por su madre, por lo que habría muerto de hambre al no poder haberse alimentado de ningún vegetal.
Sobre la similitud del genoma de sus ADN, van Roosmalen la explicó por la posibilidad de que un cierto flujo genético ocurrió entre ambos manatíes durante las últimas glaciaciones del Pleistoceno tardío y el Holoceno, o que durante una de las últimas glaciaciones una población de T. inunguis quedó atrapada en la cuenca del río Arauazinho y tuvieron que cambiar drásticamente sus hábitos de alimentación lo que forzó a su enanismo, en una escala de tiempo de solo algunas decenas de miles de años. Esto ha ocurrido en varias especies que quedaron confinadas a ecosistemas aislados.

## Algunas publicaciones
- Roosmalen, Marc G. M. van (1977). Surinaams vruchtenboek, Institut für systematische Pflanzenkunde Utrecht.
- Roosmalen, Marc G. M. van (1985). Fruits of the Guianan flora, Institute of Systematic Botany, Utrecht Univ, ISBN 9090009876.
- Roosmalen, Marc G. M. van (). Strange New Species: Astonishing Discoveries of Life on Earth, Kelsey /Vorwort von Van Roosmalen, Pub Group West, ISBN 1897066325.
- Roosmalen, Marc G. M. van (1985). Habitat preferences, diet, feeding strategy and social organization of the black spider monkey (Ateles paniscus paniscus Linnaeus 1758) in Surinam, Acta amazônica vol. 15, no. 3-4, supl., ISSN 0044-5967.
- Roosmalen, Marc G. M. van, Van Roosmalen T., Mittermeier R.A. & De Fonseca G.A.B. (1998). A new and distinctive species of marmoset (Callitrichidae, Primates) from the lower Rio Aripuanã, State of Amazonas, central Brazilian Amazon. Goeldiana, Zoología, 22: 1–27.
- Roosmalen, Marc G. M. van, Van Roosmalen T., Mittermeier R.A. & Rylands A.B. (2000). Two new species of marmoset, genus Callithrix Erxleben, 1777 (Callitrichidae, Primates) from the Tapajós/Madeira interfluve, south central Amazonia, Brazil. Neotropical Primates, 8: 2–18.
- Roosmalen, Marc G. M. van, Van Roosmalen T. & Mittermeier R.A. (2002). A taxonomic review of the titi monkeys, genus Callicebus Thomas, 1903, with the description of two new species, Callicebus bernhardi and Callicebus stephennashi, from Brazilian Amazonia. Neotropical Primates, 10 (Supplement): 1–52.
- Roosmalen, Marc G. M. van and Van Roosmalen T. (2003). The description of a new marmoset genus, Callibella (Callitrichinae, Primates), including its molecular phylogenetic status. Neotropical Primates, 11: 1–10.
- Roosmalen, Marc G. M. van, Frenz L., Van Hooft P., De Iongh H.H. & Leirs H., (2007). A new species of living peccary (Mammalia: Tayassuidae) from the Brazilian Amazon. Bonner zoologische Beiträge, 55: 105–112.
- Roosmalen, Marc G. M. van (2007). Unter Klammeraffen und Schamanen. Der Evolution auf der Spur. Rowohlt Verlag, ISBN 978-3498057770.
- Roosmalen, Marc G. M. van (2013). Illustrated Guide to the Wild Fruits from the Amazon. Vol. I Plates 280 pp.
- Roosmalen, Marc G. M. van (2013). Barefoot through the Amazon – On the Path of Evolution. Paperback, 500 pp.
- Roosmalen, Marc G. M. van (2013). Wild fruits from the Amazon Vol. I. Paperback, 280 pp.
- Roosmalen, Marc G. M. van (2014). A Shaman’s Apprentice – Traditional Healing in the Brazilian Amazon. 155 pp.
- Roosmalen, M. G. van (2014). On the Origin of Allopatric Primate Species and the Principle of Metachromic Bleaching. 148 pp.
- Roosmalen, Marc G. M. van (2014). Distributions and phylogeography of neotropical primates: a pictorial guide to all known new-world monkeys. Illustrated by Mr Stephen D. Nash, Mr Piero Gozzaglio. Lexington, KY. 67 pp, ISBN 9781494852535.
- Roosmalen, Marc G. M. van and Van Roosmalen T. (2014). On the origin of allopatric primate species and the principle of metachromic bleaching. Paperback, 146 pp. https://web.archive.org/web/20131126161130/https://www.createspace.com/ 4549738.
- Roosmalen, Marc G. M. van (2015). Live from the Amazon. Elliot Editori, Rome, Italy, 608 pp.
- Roosmalen, Marc G. M. van (2015). Hotspot of new megafauna found in the Central Amazon (Brazil): the lower Rio Aripuanã Basin. Biodiversity Journal, 2015, 6 (1): 219–244.